# Mistrzostwa Afryki U-20 w Piłce Ręcznej Mężczyzn 1990
Mistrzostwa Afryki U-20 w Piłce Ręcznej Mężczyzn 1990 – szóste mistrzostwa Afryki U-20 w piłce ręcznej mężczyzn, oficjalny międzynarodowy turniej piłki ręcznej o randze mistrzostw kontynentu organizowany przez CAHB mający na celu wyłonienie najlepszej złożonej z zawodników do lat dwudziestu męskiej reprezentacji narodowej w Afryce. Odbył się wraz z mistrzostwami U-19 kobiet w dniach 14–20 grudnia 1990 roku w Kairze. Tytułu zdobytego w 1988 roku broniła reprezentacja Algierii. Mistrzostwa były jednocześnie eliminacjami do MŚ 1991.

## Klasyfikacja końcowa
| Miejsce | Reprezentacja | Uwagi          |
| ------- | ------------- | -------------- |
| złoto   | Egipt U-20    | awans: MŚ 1991 |
| srebro  | Algieria U-20 | –              |
| brąz    | Tunezja U-20  | –              |
| 4       | Maroko U-20   | –              |
| 5       | Angola U-20   | –              |